# Колжага
Колжага (каз. Көлжаға) — упразднённое село в Аральском районе Кызылординской области Казахстана. Входило в состав Каратеренского сельского округа. Код КАТО — 433245200. Упразднено в 2018 году.

## Население
В 1999 году население села составляло 564 человека (293 мужчины и 271 женщина). По данным переписи 2009 года, в селе проживало 459 человек (239 мужчин и 220 женщин).